# Verlag Peter Engstler
Der Verlag Peter Engstler ist ein deutscher Kleinverlag mit Sitz in Oberwaldbehrungen in Bayern. Er wurde von dem Buchhändler Peter Engstler 1987 gegründet, der ihn seitdem als Einmannbetrieb leitet. Der Verlag gibt Lyrik der Gegenwart und experimentelle Prosa heraus. Beides gilt als Nischenprodukt auf dem Buchmarkt.

## Programm

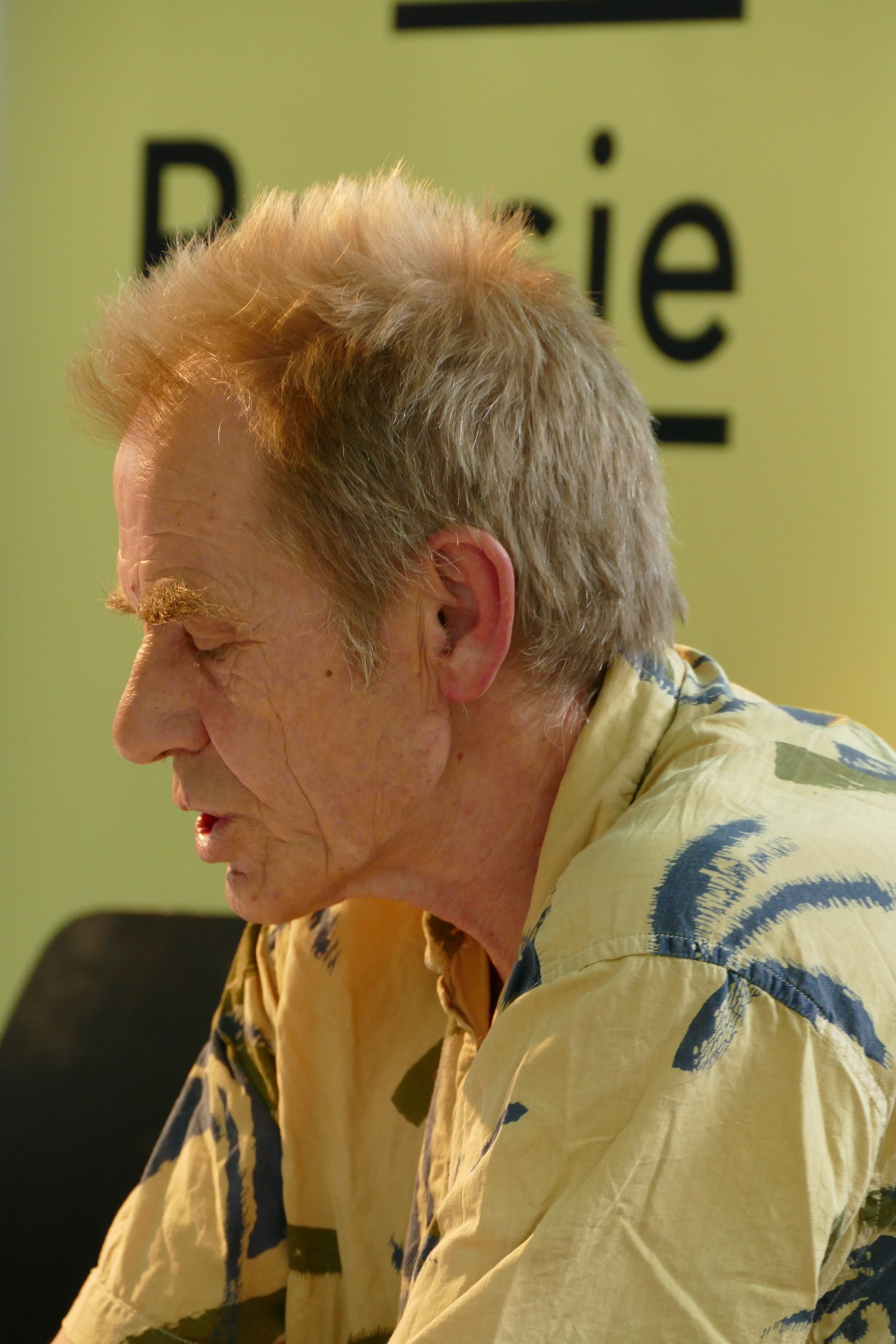
Verleger Peter Engstler beim Poesiefestival Berlin 2018

Seit seiner Gründung hat der Verlag etwa 200 gedruckte Bücher in kleinen Auflagen herausgebracht, die fast alle noch lieferbar sind (Stand: 2017), darunter Rumbalotte Continua von Bert Papenfuß, Hauptwerk. Softsoftporn von Ann Cotten oder traktat vom widergang von Ulf Stolterfoht. Die Text-Collage Swinging Benjamin von Helmut Salzinger aus dem Jahr 1973 wurde hier wiederaufgelegt. Von Wolfgang Welt, der 2016 starb, verlegte Engstler dessen letzte Erzählung Fischsuppe. Die Bücher sind so kalkuliert, dass die Hälfte der verkauften Auflage die Produktionskosten einspielt. Der Gewinn wird in das nächste Buch investiert.
Die Bücher sind in der Regel nicht aufwändig gestaltet. Eine Ausnahme bildet das Langgedicht Zum Wasser will alles Wasser will weg von Paulus Böhmer. Engstler ließ es im großen Format und mit farbigen Zeichnungen auf hochwertiges Papier in einer Auflage von 500 Exemplaren drucken. Es gehört zu den teuersten Produktionen des Verlags. Der Autor wurde für das Gedicht 2015 mit dem Peter-Huchel-Preis ausgezeichnet. Die Herausgabe von Böhmers Lyrik-Trilogie Am Meer. An Land. Bei mir einige Jahre zuvor nannte Jan Volker Röhnert eine „verlegerische Großtat“.
In der Reihe „Kleiner Brehm“ erschienen zwölf schmale Bände, jeder mit einem Essay über ein anderes Tier, von Helmut Höge, der 2014 mit dem Ben-Witter-Preis geehrt wurde.
Engstler ist geprägt von der Beat Generation und den Subkulturen der 1970er-Jahre. Sein Verlagsprogramm wird auch als Underground-Literatur bezeichnet. Neben deutschsprachigen Autoren verlegte er das Hauptwerk von Mary Beach in deutscher Übersetzung Die Elektrische Banane mit einer Einleitung von William S. Burroughs.
Für sein eigenes lyrisches Werk erhielt er 2009 den Preis Das Hungertuch für Literatur.